# Badminton-Europameisterschaft 1974
Die 4. Badminton-Europameisterschaft fand vom 16. April bis zum 20. April 1974 in der Stadthalle in Wien in Österreich statt und wurde von der European Badminton Union und dem Österreichischen Badminton-Verband ausgerichtet.

## Medaillengewinner
| Disziplin    | Gold | Silber | Bronze |
| ------------ | --- | --- | --- |
| Herreneinzel | Sture Johnsson | Thomas Kihlström | Flemming Delfs                                                                                                 |
| Herreneinzel | Sture Johnsson | Thomas Kihlström | Derek Talbot                                                                                                   |
| Dameneinzel  | Gillian Gilks | Lene Køppen | Joke van Beusekom                                                                                              |
| Dameneinzel  | Gillian Gilks | Lene Køppen | Margaret Beck                                                                                                  |
| Herrendoppel | Willi Braun Roland Maywald | Svend Pri Poul Petersen | Ray Stevens Mike Tredgett                                                                                      |
| Herrendoppel | Willi Braun Roland Maywald | Svend Pri Poul Petersen | Elo Hansen Flemming Delfs                                                                                      |
| Damendoppel  | Gillian Gilks Margaret Beck | Susan Whetnall Nora Gardner | Pernille Kaagaard Ulla Strand                                                                                  |
| Damendoppel  | Gillian Gilks Margaret Beck | Susan Whetnall Nora Gardner | Joke van Beusekom Marjan Luesken                                                                               |
| Mixed        | Derek Talbot Gillian Gilks | Elliot Stuart Susan Whetnall | Wolfgang Bochow Marieluise Zizmann                                                                             |
| Mixed        | Derek Talbot Gillian Gilks | Elliot Stuart Susan Whetnall | Mike Tredgett Barbara Giles                                                                                    |
| Teams        | England Ray Stevens Elliot Stuart Derek Talbot Mike Tredgett Paul Whetnall Margaret Beck Nora Gardner Barbara Giles Gillian Gilks Susan Whetnall | Dänemark Flemming Delfs Elo Hansen Poul Petersen Svend Pri Steen Skovgaard Anne Flindt Christiansen Pernille Kaagaard Lene Køppen Ulla Strand | Schweden Bengt Fröman Sture Johnsson Thomas Kihlström Claes Nordin Anette Börjesson Karin Lindquist Eva Stuart |

## Resultate

### Halbfinale
| Disziplin    | Sieger                       | Finalist                           | Ergebnis          |
| ------------ | ---------------------------- | ---------------------------------- | ----------------- |
| Herreneinzel | Sture Johnsson               | Flemming Delfs                     | 4–15, 15–6, 15–8  |
| Herreneinzel | Thomas Kihlström             | Derek Talbot                       | 15–5, 17–16       |
| Dameneinzel  | Gillian Gilks                | Joke van Beusekom                  | 11–3, 11–1        |
| Dameneinzel  | Lene Køppen                  | Margaret Beck                      | 11–6, 10–12, 11–7 |
| Herrendoppel | Poul Petersen Svend Pri      | Mike Tredgett Ray Stevens          | 15–8, 15–8        |
| Herrendoppel | Roland Maywald Willi Braun   | Flemming Delfs Elo Hansen          | 15–8, 15–6        |
| Damendoppel  | Nora Gardner Susan Whetnall  | Pernille Kaagaard Ulla Strand      | 15–8, 15–12       |
| Damendoppel  | Gillian Gilks Margaret Beck  | Joke van Beusekom Marjan Luesken   | 15–9, 15–5        |
| Mixed        | Elliot Stuart Susan Whetnall | Wolfgang Bochow Marieluise Zizmann | 15–3, 15–3        |
| Mixed        | Derek Talbot Gillian Gilks   | Mike Tredgett Barbara Giles        | 15–0, 15–11       |

### Finale
| Disziplin    | Sieger                      | Finalist                     | Ergebnis           |
| ------------ | --------------------------- | ---------------------------- | ------------------ |
| Herreneinzel | Sture Johnsson              | Thomas Kihlström             | 15–7, 15–8         |
| Dameneinzel  | Gillian Gilks               | Lene Køppen                  | 11–6, 11–5         |
| Herrendoppel | Roland Maywald Willi Braun  | Poul Petersen Svend Pri      | 15–8, 11–15, 15–13 |
| Damendoppel  | Gillian Gilks Margaret Beck | Nora Gardner Susan Whetnall  | 15–10, 15–13       |
| Mixed        | Derek Talbot Gillian Gilks  | Elliot Stuart Susan Whetnall | 5–15, 15–3, 15–3   |

## Mannschaften

### Gruppe 1
| Pos. | Team           | W | L | MF | MA\| | MD  | Pts. |
| ---- | -------------- | - | - | -- | ---- | --- | ---- |
| 1    | England        | 4 | 0 | 18 | 2    | +16 | 4    |
| 2    | Dänemark       | 2 | 2 | 12 | 8    | +4  | 3    |
| 3    | Schweden       | 2 | 2 | 9  | 11   | −2  | 2    |
| 4    | BR Deutschland | 2 | 2 | 8  | 12   | −4  | 1    |
| 5    | Niederlande    | 0 | 4 | 3  | 17   | −14 | 0    |

### Gruppe 2

#### Vorrunde

##### Sektion A
|  | Halbfinale | Halbfinale | Halbfinale |  |  | Finale | Finale     | Finale |
|  |            |            |            |  |  |        |            |        |
|  |            |            |            |  |  |        |            |        |
|  |            | Schottland | 3          |  |  |        |            |        |
|  |            | Norwegen   | 2          |  |  |        |            |        |
|  |            |            |            |  |  |        | Schottland | 5      |
|  |            |            |            |  |  |        | Wales      | 0      |
|  |            | Wales      | 3          |  |  |        |            |        |
|  |            | Österreich | 2          |  |  |        |            |        |
|  |            |            |            |  |  |        |            |        |

| Endstand | Endstand   |
| Pos.     | Team       |
| -------- | ---------- |
| 1        | Schottland |
| 2        | Wales      |
| 3        | Norwegen   |
| 4        | Österreich |

##### Sektion B
|  | Halbfinale | Halbfinale       | Halbfinale |  |  | Finale | Finale           | Finale |
|  |            |                  |            |  |  |        |                  |        |
|  |            |                  |            |  |  |        |                  |        |
|  |            | Tschechoslowakei | 4          |  |  |        |                  |        |
|  |            | Finnland         | 1          |  |  |        |                  |        |
|  |            |                  |            |  |  |        | Tschechoslowakei | 4      |
|  |            |                  |            |  |  |        | Irland           | 1      |
|  |            | Jugoslawien      | 2          |  |  |        |                  |        |
|  |            | Irland           | 3          |  |  |        |                  |        |
|  |            |                  |            |  |  |        |                  |        |

| Endstand | Endstand         |
| Pos.     | Team             |
| -------- | ---------------- |
| 1        | Tschechoslowakei |
| 2        | Irland           |
| 3        | Jugoslawien      |
| 4        | Finnland         |

#### Play-offs

##### Platz 6 bis 9
|  | Halbfinale | Halbfinale       | Halbfinale |  |  | Finale | Finale     | Finale |
|  |            |                  |            |  |  |        |            |        |
|  |            |                  |            |  |  |        |            |        |
|  | A1         | Schottland       | 4          |  |  |        |            |        |
|  | B2         | Irland           | 1          |  |  |        |            |        |
|  |            |                  |            |  |  | A1     | Schottland | 5      |
|  |            |                  |            |  |  | A2     | Wales      | 0      |
|  | A2         | Wales            | 3          |  |  |        |            |        |
|  | B1         | Tschechoslowakei | 2          |  |  |        |            |        |
|  |            |                  |            |  |  |        |            |        |

##### Platz 10 bis 13
|  | Halbfinale | Halbfinale  | Halbfinale |  |  | Finale | Finale      | Finale |
|  |            |             |            |  |  |        |             |        |
|  |            |             |            |  |  |        |             |        |
|  | A3         | Norwegen    | 5          |  |  |        |             |        |
|  | B4         | Finnland    | 0          |  |  |        |             |        |
|  |            |             |            |  |  | A3     | Norwegen    | 3      |
|  |            |             |            |  |  | B3     | Jugoslawien | 2      |
|  | A4         | Österreich  | 2          |  |  |        |             |        |
|  | B3         | Jugoslawien | 3          |  |  |        |             |        |
|  |            |             |            |  |  |        |             |        |

### Endstand
- 1.  England
- 2.  Dänemark
- 3.  Schweden
- 4.  Deutschland
- 5.  Niederlande
- 6.  Schottland
- 7.  Wales
- 8.  Irland
- 9.  Tschechoslowakei
- 10.  Norwegen
- 11.  Jugoslawien
- 12.  Österreich
- 13.  Finnland

## Medaillenspiegel
| Pos. | Land           | Gold | Silber | Bronze | Gesamt |
| ---- | -------------- | ---- | ------ | ------ | ------ |
| 1    | England        | 4    | 2      | 4      | 10     |
| 2    | Schweden       | 1    | 1      | 1      | 3      |
| 3    | BR Deutschland | 1    | 0      | 1      | 2      |
| 4    | Dänemark       | 0    | 3      | 3      | 6      |
| 5    | Niederlande    | 0    | 0      | 2      | 2      |